# Humenné
Humenné  este un oraș din Slovacia. Localitatea se află la altitudinea de 157 m deasupra n.m., se întinde pe o suprafață de 28,63 km2 și în 2017 număra 33 441 de locuitori.

## Istoric
Localitatea este atestată documentar din 1317 sub numele Homonna.

## Demografie
| An:                | 1994   | 2004   | 2014   | 2024    |
| ------------------ | ------ | ------ | ------ | ------- |
| Număr de persoane: | 36.141 | 35.008 | 34.186 | 29.567  |
| Diferență:         |        | −3,13% | −2,34% | −13,51% |

| An:                | 2023   | 2024   |
| ------------------ | ------ | ------ |
| Număr de persoane: | 30.006 | 29.567 |
| Diferență:         |        | −1,46% |

## Personalități
- Ágoston Trefort (1817-1888), politician maghiar